# 千代田化工建設
千代田化工建設（日语：／ Chyodaga koukensetsu */?）是一家日本建築和工程公司。在東京證券交易所標準市場上市，總公司位於橫濱市西區港未來。

## 概要
在石油精煉、石油化工、天然氣液化等大型工廠的設計、採購和建設方面在日本和海外有許多成就。
它與日輝控股公司（JGC）和Toyo Engineering一起被稱為“工程 Gosanke”。
最初，公司獨立性很強，但泡沫經濟破滅後，公司管理層衰落，在三菱集團和美國家樂氏（KBR）的支持下重建。

## 業務
能量
石油生產廠、催化裂化裝置、潤滑油廠、LNG液化廠、LNG接收站、天然氣加工廠、LPG廠、GTL廠、制氫廠、儲存基地、各類核設施等。
石化/化工領域
乙烯裝置、合成氨裝置、芳烴裝置、丙烯裝置、聚碳酸酯樹脂裝置等
醫藥及精細化工
API/中間體製造工廠、固體/注射劑/生物製造工廠、研究設施等。
環保領域
煙氣脫硫設備、水處理設備、灰渣處理設備、夾點技術複合節能、高效發電設備IGCC、輕油超深度脫硫設備等。
工業裝備領域
工廠自動化/加工/裝配/配送設施、電子材料/半導體工廠、食品工廠、有色金屬冶煉廠等。

## 其他
伊拉克最大的煉油廠，位於伊拉克北部城市拜伊吉，由千代田公司承建，千代田也參與了設施改造的招標。
榮獲日本製造大獎（海外拓展類）經濟產業大臣獎（2009年）。
2019年1月，日經商業報導稱其正在請求1000億日元的財政支持。